# 3 карбованці «500-річчя Російської держави (Флот Петра Великого)»
500-річчя Російської держави (Флот Петра Великого) (рос. 500-летие Российского государства (Флот Петра Великого)) — срібна ювілейна монета СРСР вартістю 3 карбованця, випущена 5 вересня 1990 року. 

## Тематика
Під час другого Азовського походу 1696 року проти Туреччини, перший раз росіяни висунули 4 лінійних корабля, 4 брандера, 23 галери, і 1300 стругів, побудованих на річці Воронеж. Після завоювання фортеці Азов, боярська дума обговорила рапорт Петра про цей похід і вирішила почати будівництво Військово-Морського Флоту 20 жовтня 1696 року. Ця дата вважається офіційним днем народження регулярного Військово-Морського Флоту Росії.

## Історія
У 1989—1991 роках було випущено серію монет «500-річчя Російської держави» з якістю пруф — 6 срібних монет номіналом у 3 карбованці, 3 паладієвих монет номіналом 25 карбованців, 3 монети номіналом 50 карбованців і 3 монети номіналом 100 карбованців у золоті, а також 3 монети номіналом 150 карбованців у платині. Монети було присвячено історичним подіям, регаліям, пам'ятникам, культурним і політичним діячам, тісно пов'язаних з історією Росії.
Монети карбувалися на Московському монетному дворі (ММД).

## Опис та характеристики монети
| Номінал крб. | Метал  | Маса грам | Діаметр мм. | Гурт      | Тираж штук    |
| ------------ | ------ | --------- | ----------- | --------- | ------------- |
| 3            | срібло | 31.1      | 39          | рубчастий | 40.000 (пруф) |

### Аверс
Зверху герб СРСР з 15 витками стрічки, під ним літери «СССР», нижче ліворуч і праворуч риса, під рискою зліва хімічне позначення «Ag» і проба «900» металу з якого зроблена монета, під ними чиста вага дорогоцінного металу «31,1», під рискою праворуч монограма монетного двору «ММД», нижче позначення номіналу монети цифра «3» і нижче слово «РУБЛЯ», знизу у канта рік випуску монети «1990».

### Реверс
Ліворуч, зверху і праворуч уздовж канта монети слова «500-ЛЕТИЕ ЕДИНОГО РУССКОГО ГОСУДАРСТВА», в середині праворуч перший лінійний корабель Балтійського флоту «Полтава», ліворуч ще один лінійний корабель, зліва вгорі медаль із зображенням Петра I, знизу уздовж канта слова «ФЛОТ ПЕТРА ВЕЛИКОГО».

### Гурт
Рубчастий (300 рифлень).

## Автори
- Художник: А. А. Колодкін
- Скульптор: В. М. Нікіщенко